# Navarresische Kompanie
Die Navarresische Kompanie (Compañía navarra) war eine Söldnertruppe, die sich im Wesentlichen aus Navarra und der Gascogne rekrutierte.
Die Kompanie wurde zunächst von König Karl II. von Navarra im Krieg gegen Frankreich eingesetzt und verlor beim Friedensschluss im Jahr 1366 ihren Broterwerb. Die Söldner ließen sich von Ludwig von Navarra, dem Bruder Karls II., anwerben, der die Truppe zwischen 1372 und 1375 durch Rekrutierungen aus Navarra erheblich anwachsen ließ und sie schließlich im Kampf um das Herzogtum Durazzo einsetzte. Im Sommer 1376 gelang den Truppen zwar die Eroberung der Stadt Durazzo, doch konnte Ludwig diesen Erfolg nicht mehr nutzen, da er kurz darauf starb. Die Kompanie wechselte daraufhin 1377 zu Peter IV. von Aragón, der sie auf Sizilien einsetzte.
1378 gelangte die Kompanie nach Morea. 1379 warb Jacques des Baux sie dort im Kampf um das Fürstentum Achaia an, woraufhin sie in den folgenden Jahren den Peloponnes verwüstete. Sie eroberte auch Theben und Teile des Herzogtums Neopatria und des Herzogtums Athen. Nachdem Jacques des Baux 1383 gestorben war, übernahm die Kompanie selbst die faktische Herrschaft in Achaia und den eroberten Nachbargebieten. Nach einigen Wirren setzte sich 1396 Pedro Bordo de San Superano († 1402), der Kapitän der Navarresischen Kompanie, als neuer Fürst von Achaia durch.